# 구례산동중학교
구례산동중학교(求禮山洞中學校)는 대한민국 전라남도 구례군 산동면 원촌리에 있는 공립 중학교이다.

## 학교 연혁
- 1972년 3월 9일 : 구례산동중학교 개교
- 2000년 3월 1일 : 원촌초.구례산동중학교 통합 운영
- 2023년 9월 1일 : 제20대 임은주 교장 부임
- 2025년 2월 7일 : 제53회 11명 졸업(총 5,129명)

## 참고 자료
- 구례산동중학교 - 한국교육학술정보원 학교알리미